# Sant Sebastià de Molins
Sant Sebastià de Molins és l'església parroquial de Pont de Molins (Alt Empordà), protegida com a bé cultural d'interès local.

## Descripció
És un edifici religiós de planta rectangular, situat al centre del poble de Molins. Consta d'una sola nau amb capelles laterals i absis semicircular. La coberta és a dues vessants. A la llinda de la porta principal, que s'hi arriba a través d'una escalinata, hi ha gravada la data 1789. Al centre de la façana principal hi ha un rosetó. El campanar és una torre de planta quadrada amb arcs apuntats i fets amb rajols, que s'alça al lateral esquerre de la nau.

## Història
Fou acabada de bastir l'any 1789, data que figura a la llinda de la porta. La rectoria que s'afegeix a ponent va ser construïda el 1784. Anteriorment a l'erecció d'aquesta església, la població depenia de la parròquia de Sant Julià de Llers, de la qual era sufragània la capella de Santa Maria del Castell de Molins